# Stefania Scordio
Stefania Scordio (Palermo, 2 dicembre 1986) è una giornalista e conduttrice televisiva italiana.

## Biografia
Giornalista professionista, è specializzata in economia e finanza. Laureata in Antropologia culturale ed Etnoantropologia all’Università degli Studi di Palermo, ha frequentato corsi di formazione presso la London School of Economics, presso la Oxford University e presso la Harvard Business School. 
Da aprile 2023 è conduttrice di Studio Aperto e di Studio Aperto MAG ed è autrice di servizi giornalistici su temi di economia e finanza per tutto il circuito dei telegiornali Mediaset. 
A luglio 2025 ha condotto una puntata di Diario del Giorno - programma di approfondimento di attualità, cronaca e politica - su Rete 4 raggiungendo un picco del 6.99% di share. 
Nel 2022 è stata eletta Telegiornalista dell'Anno dal Forum Telegiornaliste. 
Da settembre a marzo 2022 è stata il volto femminile di Zona Bianca su Rete 4, rotocalco televisivo di approfondimento condotto da Giuseppe Brindisi, dove cura e conduce le schede economiche. 
Dal 2018 a luglio 2022 ha collaborato con TGcom24 dove ha condotto le edizioni del Tg, il TgEconomy ed altre rubriche e approfondimenti.
Da gennaio 2022 cura sui suoi social le rubriche FinanzaSpritz, Focus On Topics e Pagine di Economia disponibili anche in podcast, in cui con parole semplici racconta l'economia e la finanza insieme ad esperti del settore.
Nella stagione 2018-2019 ha condotto su Italia 1 Mai Dire Talk, programma di intrattenimento della Gialappa's Band.
Da maggio a luglio 2020 è stata al timone della prima edizione di Mastergame Play, una produzione Mediaset dedicata all'industria dei videogiochi e della realta' virtuale in onda sul canale 51 del digitale terrestre.
Tra le sue esperienze anche le collaborazioni con Forbes, Premium Sport Mediaset e Gazzetta dello Sport.